# Brunepisinus selirong
Brunepisinus selirong là một loài nhện trong họ Theridiidae.